# Warchest
Warchest är en samlingsbox av bandet Megadeth, utgiven den 9 oktober 2007 av EMI. CD 1-3 innehåller de bästa låtarna från alla album så här långt och även opublicerade låtar, demoversioner, livelåtar och alternativa versioner av låtar. CD 4 är en tidigare opublicerad livespelning från Megadeths storhetstid på 1990-talet och CD 5 är en DVD av en annan livespelning.

## Låtlista

### Cd 1
1. "Killing Is My Business... And Business Is Good!"
2. "The Skull Beneath the Skin"
3. "Peace Sells"
4. "Wake Up Dead"
5. "Devils Island"
6. "Set the World Afire"
7. "Into the Lungs of Hell"
8. "Anarchy"/"Problems" (session take) *
9. "Hook in Mouth"
10. "Liar"
11. "In My Darkest Hour"
12. "No More Mr. Nice Guy"
13. "dark themes..." *
14. "Holy Wars... The Punishment Due" (Casey McMackin demo) *
15. "Tornado of Souls" (demo) *
16. "Five Magics" (demo) *
17. "Hangar 18"

### Cd 2
1. "keeping score ..." *
2. "Symphony of Destruction"
3. "Go to Hell"
4. "Foreclosure of a Dream"
5. "Architecture of Aggression" (demo) ^
6. "Skin o' My Teeth" (live at Alpine Valley, East Troy, WI 5/23/92)
7. "High Speed Dirt" (live at Alpine Valley, East Troy, WI 5/23/92)
8. "Ashes in Your Mouth" (live at the Cow Palace, S.F., CA 12/4/92)
9. "Sweating Bullets" (live at the Cow Palace, S.F., CA 12/4/92)
10. "Breakpoint" (session take) *
11. "Angry Again"
12. "Train of Consequences"
13. "Reckoning Day"
14. "New World Order"
15. "The Killing Road"
16. "Strange Ways"
17. "Paranoid"
18. "Diadems"
19. "A Tout le Monde"

### Cd 3
1. "Trust"
2. "Almost Honest"
3. "Use the Man"
4. "She-Wolf"
5. "A Secret Place" (live at Woodstock, NY 7/25/99)
6. "One Thing" ^
7. "Duke Nukem"
8. "Insomnia"
9. "Crush 'em"
10. "Kill the King"
11. "Dread and the Fugitive Mind"
12. "Never Say Die"
13. "Moto Psycho"
14. "1000 Times Goodbye"
15. "Coming Home" ^
16. "Kick the Chair"
17. "Of Mice and Men"

### Cd 4
Alla låtar inspelade live på Wembley Arena, London, England 10/16/90
(Som en del av "Clash Of The Titans Tour", tillsammans med Suicidal Tendencies, Testament och Slayer)
1. Intro/"Rattlehead"
2. "Wake Up Dead" *
3. "Hangar 18" *
4. "Hook in Mouth" *
5. "The Skull Beneath the Skin" *
6. "The Conjuring" *
7. "In My Darkest Hour" *
8. "Lucretia" *
9. "Devils Island" *
10. "Take No Prisoners" *
11. "Peace Sells" *
12. "Black Friday" *
13. "It's Electric" (Diamond Head cover) * [With Sean Harris on Vocal]
14. "Anarchy in the U.K." *
15. "Holy Wars... The Punishment Due" *

### Cd 5 (DVD)
Alla låtar inspelade live på Hammersmith Odeon, London, England 9/30/92

Ljudet är inspelat i Linear PCM 2.0
1. Intro/"Holy Wars... The Punishment Due" *
2. "Wake Up Dead" *
3. "Hangar 18" *
4. "Lucretia' *
5. "Sweating Bullets" *
6. "In My Darkest Hour" *
7. "Tornado of Souls" *
8. "Ashes in Your Mouth" *
9. "Peace Sells" *
10. "Anarchy in the U.K." *

Märk: * innan detta aldrig blivit släppta förut, ^ inte släppta i USA tidigare